# Davion Mitchell
Davion De'Monte Earl Mitchell (* 5. September 1998 in Hinesville) ist ein US-amerikanischer Basketballspieler. Mit der Baylor University gewann der 1,83 Meter große Guard 2021 den NCAA-Meistertitel und wechselte anschließend in die NBA, nachdem ihn die Sacramento Kings an neunter Stelle des Draftverfahrens ausgewählt hatten.

## Werdegang
Mitchell war als Schüler Spieler der Liberty County High School in der im US-Bundesstaat Georgia gelegenen Stadt Hinesville. Er wechselte 2017 an die Auburn University. Der für seine Stärken in der Verteidigung bekannte Mitchell spielte eine Saison für die Hochschulmannschaft, in der er durchschnittlich 3,7 Punkte je Begegnung erzielte. Mitchell nahm einen Hochschulwechsel vor, ging an die Baylor University, durfte aufgrund der NCAA-Bestimmungen in der Saison 2018/19 aber nur am Übungs-, nicht am Wettkampfbetrieb teilnehmen. Im Anschluss an das Spieljahr 2019/20 wurde Mitchell als bester Neuling der Big-12-Conference ausgezeichnet und gehörte in der NCAA zu den zehn Anwärtern auf die Auszeichnung als Verteidiger des Jahres. Diese Auszeichnung erhielt er im Anschluss an die Saison 2020/21, in der er mit Baylor den NCAA-Meistertitel gewann. In allen 60 Spielen, in denen Mitchell zwischen 2019 und 2021 eingesetzt wurde, stand er in der Anfangsaufstellung, er gewann mit Baylor 90 Prozent der bestrittenen Spiele. Im NCAA-Endspiel Anfang April 2021 gegen die seit Saisonbeginn ungeschlagene Gonzaga University trug Mitchell 15 Punkte zum Sieg seiner Mannschaft bei.
Anschließend wechselte Mitchell ins Profigeschäft, Ende Juli 2021 sicherten sich die Sacramento Kings im Draftverfahren der NBA die Rechte an dem Aufbauspieler. Anfang August 2021 nahmen ihn die Kalifornier unter Vertrag. Er bestritt bis 2024 insgesamt 234 NBA-Einsätze für die Mannschaft. Seinen besten Punktedurchschnitt in einer NBA-Hauptrunde erreichte Mitchell in dieser Zeit im Spieljahr 2021/22 (11,5 Punkte je Begegnung).
Sacramento gab ihn im Juni 2024 in einem Tauschhandel an den Ligakonkurrenten Toronto Raptors ab. Für die kanadische Mannschaft erzielte er im Durchschnitt 6,3 Punkte und 4,6 Vorlagen je Begegnung, ehe er Anfang Februar 2025 zu den Miami Heat wechselte.

## Karriere-Statistiken

### NBA

#### Hauptrunde
| Saison  | Team       | GP  | GS | MPG  | FG % | 3P % | FT % | RPG | APG | SPG | BPG | PPG  |
| ------- | ---------- | --- | -- | ---- | ---- | ---- | ---- | --- | --- | --- | --- | ---- |
| 2021–22 | Sacramento | 75  | 19 | 27.7 | .418 | .316 | .659 | 2.2 | 4.2 | 0.7 | 0.3 | 11.5 |
| 2022–23 | Sacramento | 80  | 9  | 18.1 | .454 | .320 | .806 | 1.3 | 2.3 | 0.6 | 0.2 | 5.6  |
| 2023–24 | Sacramento | 72  | 4  | 15.3 | .452 | .361 | .714 | 1.3 | 1.9 | 0.2 | 0.0 | 5.3  |
| Gesamt  | Gesamt     | 227 | 32 | 20.4 | .434 | .327 | .703 | 1.6 | 2.8 | 0.5 | 0.2 | 7.4  |

#### Playoffs
| Saison  | Team       | GP | GS | MPG  | FG % | 3P % | FT % | RPG | APG | SPG | BPG | PPG |
| ------- | ---------- | -- | -- | ---- | ---- | ---- | ---- | --- | --- | --- | --- | --- |
| 2022–23 | Sacramento | 7  | 0  | 20.0 | .413 | .259 | .833 | 1.3 | 1.7 | 0.9 | 0.1 | 7.1 |
| Gesamt  | Gesamt     | 7  | 0  | 20.0 | .413 | .259 | .833 | 1.3 | 1.7 | 0.9 | 0.1 | 7.1 |